# Jalisse
Jalisse es un dúo musical italiano, compuesto por los cónyuges Fabio Ricci (Roma, 5 de septiembre de 1965) y Alessandra Drusian (Oderzo, 18 de mayo de 1969).
En 1997 ganaron el Festival de la Canción de Sanremo, en la categoría Big, con el tema Fiumi di parole y participaron en el Festival de la Canción de Eurovisión 1997 con la misma canción, clasificándose en cuarto lugar.

## Trayectoria artística
Fabio Ricci y Alessandra Drusian se encontraron en 1990 en el estudio de una discográfica. Alessandra participaba entonces en concursos musicales en el Véneto y en Friuli-Venezia Giulia, mentre Fabio era cantante  del grupo Vox Populi, con el que publicó el maxi-single I'm So Bad y se presentaba en casas discográficas como cantautor.
De 1990 a 1993, Alessandra apareció en programas de televisión como Gran Premio. En 1992 formaron el dúo "Jalisse", tomando el nombre del personaje Jalissa de la serie televisiva Tutti al college (spin-off de I Robinson). El término jalis (en femenino jalisa) significa "siéntate, acomódate y escucha". En  1995 participan en Sanremo Giovani 1995 con el tema Vivo, tercer lugar de la segunda noche y adquiriendo el derecho a participar en el Festival de Sanremo 1996, donde fueron sextos en Nuevas propuestas con la canción Liberami.
En 1997 participaron de nuevo en el Festival de Sanremo con el tema Fiumi di parole, consiguieron dos premios: el Leone d'oro como ganadores y el Leone d'argento como autores (Alessandra Drusian y Carmen Di Domenico por el texto, Fabio Ricci por la música). Ese año se publica el disco Il cerchio magico del mondo. Participaron en el Festival de la Canción de Eurovisión 1997 en Dublín obteniendo el cuarto puesto; Italia no participó de nuevo en este festival hasta 2011. Gracias al festival hicieron una serie de conciertos por diversos países. En 1998 proponen a la comisión del Festival de Sanremo la canción Le cime del Tibet obra de Maurizio Fabrizio y Guido Morra, pero fue descartada.
En 1999 se casaron y luego tuvieron dos hijas: Angélica y Aurora. El mismo año, con motivo de la beatificación del Padre Pio escribieron la canción Luce e pane, cantada sólo durante los conciertos y nunca distribuida hasta 2014. En 2000 lanzaron un sencillo, I'll Fly, distribuido digitalmente; la canción presenta a Alessandra como solista.
En 2001-2002, Drusian debutó como actriz en la comedia musical Emozioni, dirigida por Sergio Japino. Mientras tanto, Ricci decidió dejar completamente las partes vocales de las canciones a su esposa y se dedicó a su pequeño sello independiente: Tregatti Produzioni Musicali. En 2004 se lanzó el single 6 Desire. En  2005 se lanzó el álbum Siedi e listening en Alemania, Suiza y Austria con Siebenpunkt.com y  "Edel", que contiene dos canciones inéditas y algunas canciones revisadas del álbum anterior, incluida una versión en español de Fiumi di parole, titulada Ríos de palabras. 
Tras el anuncio de la primera participación de San Marino en el Festival de la Canción de Eurovisión, Jalisse presentó una canción a San Marino RTV para su selección interna. Los dos participaron en las selecciones del Festival de Sanremo 2007 con la canción Linguaggio universal, escrita e inspirada en un ensayo de Rita Levi Montalcini, pero fueron descartados. En septiembre del mismo año se editó el álbum homónimo Linguaggio universal, presentado en el Auditorium Parco della Musica de Roma. En 2009, se interpretaron a sí mismos en la película Ex de Fausto Brizzi, interpretando la canción Fiumi di parole. Posteriormente lanzaron el proyecto "Creciendo juntos en L'Aquila".
En 2014 ganaron el Premio a la Trayectoria "Mondragone ciudad" en el Festival de Mondragone, el Premio del Festival de Campania y el Premio Alessandra Corà en L'Aquila, el Premio Don de la Humanidad. El 3 de mayo de 2019 se lanzó el sencillo Cavallo bianco, una versión de la canción homónima de Matia Bazar de 1976, con la colaboración del cofundador del grupo Carlo Marrale en las guitarras.
El 17 de marzo de 2020, durante la emergencia COVID-19, se lanzó el sencillo Non aver paura di chiamarlo amore con el grupo de heavy metal italiano Teodasia. En noviembre se lanzó el álbum de estudio Voglio emozionarmi ancora, escrito y grabado durante el confinamiento entre marzo y octubre. En 2021 se les confió la banda sonora original del docufilm L’incanto e la delizia, escrita y dirigida por Francesco Zarzana. En 2023 la pareja participó en el reality show La Isla de los Famosos, compitiendo primero como pareja y luego individualmente.
El 9 de febrero de 2024 regresaron después de 27 años al Festival de Sanremo, como invitados, actuando con Fiumi di parole. En el mismo mes participan en Tale e come Sanremo. Poco después fueron seleccionados para Una voce per San Marino 2024 quedando en décima posición en la final.

## Discografía
- 1997 – Il cerchio magico del mondo
- 2000 – I'll Fly
- 2006 – Siedi e ascolta
- 2009 – Linguaggio universale
- 2020 – Voglio emozionarmi ancora

## Participaciones en manifestaciones musicales

### Participaciones en el Festival de Sanremo
| Año y categoría                              | Tema            | Clasificación |
| -------------------------------------------- | --------------- | ------------- |
| Festival de Sanremo 1996 - Nuevas Propuestas | Liberami        | 6º            |
| Festival de Sanremo 1997 - Sección Campeones | Fiumi di parole | 1º            |

### Participaciones en el Festival de Eurovisión
| Año                                       | Tema            | Clasificación |
| ----------------------------------------- | --------------- | ------------- |
| Festival de la Canción de Eurovisión 1997 | Fiumi di parole | 4º            |

## Televisión
- Gran Premio (Rai 1, 1990) - Solo Alessandra Drusian, concorrente no finalista
- Luna di miele (Rai 1, 1992-1993) - Solo Alessandra Drusian, corista
- Bellezze al bagno (Rete 4, 1992) - Solo Alessandra Drusian, corista
- The Voice of Italy 2 (Rai 2, 2014) - Solo Alessandra Drusian, concorrente no finalista
- Ora o mai più (Rai 1, 2018) - Concorrenti 2° classificati
- Festival di Castrocaro 2018 (Rai 1, 2018) - Solo Alessandra Drusian, giurato
- Tale e quale show 8 (Rai 1, 2018) - Solo Alessandra Drusian, concorrente 2ª clasificada
- Tale e quale show - Il torneo (Rai 1, 2018-2019) - Solo Alessandra Drusian, concorrente 5ª classificata
- L'isola dei famosi (Canale 5, 2023) - concorrenti: non finalista (Fabio), 5ª classficada (Alessandra)
- Tale e quale Sanremo (Rai 1, 2024) - concorrenti